# Pierre Raynaud (basket-ball)
Pour les articles homonymes, voir Pierre Raynaud et Raynaud.
Pierre Raynaud, né en 1925, est un joueur de basket-ball français, évoluant au poste d'arrière.

## Biographie
Il évolue en club à l'Union athlétique de Marseille, où il est finaliste du Championnat de France de basket-ball 1948-1949. Après la dissolution de l'équipe première à la fin de la saison, l'arrière rejoint l'Olympique de Marseille. En 1954, l'OM est relégué ; le club ne s'en relèvera pas.
Il joue trois matchs pour l'équipe de France en 1949 pour le compte de la Coupe Mairano, un tournoi international se déroulant à Naples réunissant six sélections européennes. La France termine deuxième derrière l'Italie